# Station Bertrange-Strassen
Station Bertrange-Strassen (Luxemburgs: Gare Bartreng - Stroossen) is een station in het dorp Bertrange in het zuidwesten van Luxemburg. Het station wordt ook gebruikt door inwoners van het dorp Strassen. Het station ligt aan lijn 5, Luxemburg - Kleinbettingen en wordt beheerd door de Luxemburgse vervoerder CFL.

## Treindienst
| Serie              | Treinsoort           | Route                                                         | Bijzonderheden                                           |
| ------------------ | -------------------- | ------------------------------------------------------------- | -------------------------------------------------------- |
| P 7655RE 7650      | Piekuurtrein (NMBS)  | Aarlen – Bertrange-Strassen – Luxemburg                       | Rijdt alleen op werkdagen.                               |
| P 7675/8675RE 8650 | Piekuurtrein (NMBS)  | [ Luxemburg – Bertrange-Strassen – ] / [ Libramont – ] Aarlen | Rijdt alleen op werkdagen. Een trein Libramont - Aarlen. |
| RB 5600            | Regionalbahn (CFL)   | Luxemburg – Bertrange-Strassen – Kleinbettingen               | Rijdt alleen in het weekend.                             |
| RB 5700            | Regionalbahn (CFL)   | Luxemburg – Bertrange-Strassen – Kleinbettingen               | Rijdt alleen op werkdagen.                               |
| L 5800RB 5800      | L-trein (NMBS / CFL) | Aarlen – Bertrange-Strassen – Luxemburg                       | Rijdt niet in het weekend.                               |
| L 5900RB 5900      | L-trein (NMBS / CFL) | Aarlen – Bertrange-Strassen – Luxemburg                       | Rijdt niet in het weekend.                               |

CFL Lijn 5:
Luxemburg · Bertrange-Strassen · Mamer-Lycée · Mamer · Capellen · Kleinbettingen
Zie ook: CFL Lijn 1 · CFL Lijn 2 · CFL Lijn 3 · CFL Lijn 4 · CFL Lijn 6 · CFL Lijn 6a · CFL Lijn 6b · CFL Lijn 6c · CFL Lijn 7